# Brabisimo!
Bravissimo !
L'eau-forte ¡Bravísimo! (en français Bravissimo !) est une gravure de la série Los caprichos du peintre espagnol Francisco de Goya. Elle porte le numéro 38 dans la série des 80 gravures. Elle a été publiée en 1799.

## Interprétations de la gravure
Il existe divers manuscrits contemporains qui expliquent les planches des Caprichos. Celui qui se trouve au Musée du Prado est considéré comme un autographe de Goya, mais semble plutôt chercher à dissimuler et à trouver un sens moralisateur qui masque le sens plus risqué pour l'auteur. Deux autres, celui qui appartient à Ayala et celui qui se trouve à la Bibliothèque nationale, soulignent la signification plus décapante des planches.
- Explication de cette gravure dans le manuscrit du Musée du Prado :
Si para entenderlo bastan las orejas, nadie habrá más inteligente. Pero es de temer que aplauda lo que no suena.
(Si pour le comprendre les oreilles suffisent, personne ne sera plus intelligent. Mais il est à craindre qu'il applaudisse ce qui ne sonne pas bien)[2].
- Manuscrit de Ayala :
Si para entenderlo bastan las orejas, ninguna más a propósito.
(Si pour le comprendre, les oreilles suffisent, personne ne sera plus à propos)[2].
- Manuscrit de la Bibliothèque nationale d'Espagne : 
Hasta los burros aplauden por moda la música mala, cuando ven otros que dicen brabísimo.
(Même les ânes applaudissent à cause de la mode la mauvaise musique, quand ils voient les autres qui disent bravissimo)[2].

Il s'agit clairement d'une critique de l'enseignement de cette époque.

## Technique de la gravure
L'estampe mesure 215 × 150 mm sur une feuille de papier de 306 × 201 mm.
Goya a utilisé l'eau-forte, l'aquatinte et la pointe sèche.
Le dessin préparatoire est à la sanguine. Dans le coin inférieur gauche, il y a l'inscription au crayon : 33 surchargé d'un 20 barré. À droite des deux inscriptions, Brabo.-. Le dessin préparatoire mesure 200 × 142 mm.

## Catalogue
- Numéro de catalogue G02126 de l'estampe au Musée du Prado.
- Numéro de catalogue D04216 du dessin préparatoire au Musée du Prado.

### Les estampes de la série des Âneries
- Capricho nº 37 : Si sabrá mas el discipulo?
- Capricho nº 38 : Brabisimo!
- Capricho nº 39 : Asta su Abuelo
- Capricho nº 40 : De que mal morira?
- Capricho nº 41 : Ni mas ni menos
- Capricho nº 42 : Tu que no puedes